# (5048) Moriarty
(5048) Moriarty es un asteroide que forma parte del cinturón de asteroides y fue descubierto por Edward L. G. Bowell el 1 de abril de 1981 desde la Estación Anderson Mesa, en Flagstaff, Estados Unidos.

## Designación y nombre
Moriarty recibió al principio la designación de 1981 GC.
Más adelante, en 1993, se nombró por James Moriarty, un personaje de las obras de Arthur Conan Doyle (1859-1930).

## Características orbitales
Moriarty orbita a una distancia media del Sol de 2,628 ua, pudiendo acercarse hasta 2,176 ua y alejarse hasta 3,08 ua. Tiene una excentricidad de 0,172 y una inclinación orbital de 1,392 grados. Emplea en completar una órbita alrededor del Sol 1556 días. El movimiento de Moriarty sobre el fondo estelar es de 0,2313 grados por día.

## Características físicas
La magnitud absoluta de Moriarty es 13,2.